# Stefan II (książę Neapolu)
Stefan II (? – zm. 799) był księciem Neapolu w latach 755 – 766.
Panował podczas ważnego okresu przejściowego w historii księstwa. Był tytułowany eminentissimus consul i był przywódcą lokalnej arystokracji, gdy został wyznaczony przez patrycjuszy z Sycylii. Pod koniec jego rządów, ze względu na rozłam w imperium, Neapol praktycznie stał się niezależny. Po jego abdykacji Neapol doświadczał kryzysu aż do wyboru Sergiusza I w 840.
Na początku jego rządów Neapol był wciąż wiernym Grekom księstwem a jego książęta byli wyznaczani przez cesarza. Dlatego w 761 zabronił wstępu papieskiemu wysłannikowi biskupowi Pawłowi, który był przeciwnikiem ikonoklazmu, trzymającego grecki świat. Stefan wspierał ikonoklastów nie mniej niż sam cesarz. W tym czasie Stefan zwracał się do Antiochosa, patrycjusza z Sycylii i swego technicznego zwierzchnika, jako ""naszego pana" i "najznakomitszego patrycjusza i protostrategosa" (763). Jednak do 764 Neapol odrzucił ikonoklazm i
Paweł mógł objąć swe biskupstwo.
Po dwunastoletnich pokojowych rządach, podczas których zdobył wielką popularność wśród ludu, miasto nawiedziła dżuma i zdziesiątkowała obywateli i duchowieństwo, włącznie z samym biskupem. Lud obwołał Stefana biskupem. Natychmiast odszukał papieża w Rzymie i został konsekrowany. Chociaż przestał być księciem, to dalej działał jako biskup przez trzydzieści trzy lata, a księstwo przekazał synowi Grzegorzowi II. Miał jeszcze dwóch synów: Cezara, który zmarł w młodości i Teofilakta.